# Ґегад Ґріша
Ґегад Заглол Ґріша (араб. جهاد زغلول جريشة, нар. 29 лютого 1976) — єгипетський футбольний арбітр.

## Біографія
Ґріша став арбітром ФІФА 2008 року. Обслуговував матчі африканського відбору на чемпіонат світу 2014 року, Кубок африканських націй 2013, 2015 та 2017 років. 
У 2018 році рішенням ФІФА обраний як головний арбітр для обслуговування матчів чемпіонату світу в Росії,..